# Bufalí
Bufali là một đô thị Tây Ban Nha. Đô thị này có cự ly khoảng 3 km so với Albaida và 78 km so với thành phố Valencia, Tây Ban Nha. Đô thị này nằm ở Vall de Albaida. 
Bufali có diện tích 3,19 km2, dân số năm 2006 là 202 người.